# Даутово (Челябинская область)
Даутово — деревня в Верхнеуфалейском городском округе Челябинской области России.

## География
Деревня находится на северном берегу озера Иткуль, на расстоянии примерно 20 км к северо-востоку от города Верхний Уфалей, административного центра городского округа. Абсолютная высота — 285 м над уровнем моря.

## Население
| 2002 | 2010 |
| ---- | ---- |
| 139  | ↘107 |

### Половой состав
По данным Всероссийской переписи, в 2010 году численность населения деревни составляла 107 человек (51 мужчина и 56 женщин).
Проживают башкиры.

## Улицы
- ул. Береговая,
- ул. Лесная,
- ул. Тукаева[6].

## Религия
Мечети
- Мечеть